# Shropshire
Shropshire [ˈʃɹɒpʃə] (abgekürzt Salop oder Salops, walisisch Swydd Amwythig) ist eine zeremonielle und traditionelle Grafschaft in den West Midlands in England. Die Grafschaft grenzt an die Countys Cheshire, Staffordshire, Worcestershire, Herefordshire und die walisischen Grafschaften Powys und Wrexham County Borough. Shropshire war bis zur Eroberung Powys Teil des Fürstentums Powys, wurde aber nicht in das heutige Wales mit eingegliedert. So wird dort die walisische Sprache im bergigen Westen noch von vielen Menschen als Muttersprache gesprochen. Der Grenzwall, der im 9. Jahrhundert gegen die Waliser gebaut wurde, führt auch um Shropshire herum.
Neben Herefordshire gehört Shropshire zu den sehr agrarisch geprägten Grafschaften. Der historische Hauptort ist Shrewsbury, wobei die größte Stadt in der Grafschaft Telford ist. In der Grafschaft liegt auch Coalbrookdale, von wo aus die industrielle Revolution in England begann, und Ironbridge, der Ort, an dem The Iron Bridge, die erste Eisenbrücke der Welt errichtet wurde (daher der Name). Die Abkürzung Salop wurde in offiziellen Dokumenten jahrhundertelang benutzt. „Salop“ stammt von „Salopesbiry“, dem früheren Namen des Verwaltungssitzes Shrewsbury.
Am 1. April 1998 wurde der District Telford and Wrekin verwaltungstechnisch aus Shropshire herausgelöst und zu einer Unitary Authority erhoben. Am 1. April 2009 wurden die restlichen fünf Districts Bridgnorth, North Shropshire, Oswestry, Shrewsbury and Atcham sowie South Shropshire aufgelöst und ihre Kompetenzen auf den Rat von Shropshire (Shropshire Council) übertragen. Seitdem besteht die zeremonielle Grafschaft Shropshire aus den Unitary Authorities Shropshire und Telford and Wrekin.

## Die Wiege der europäischen Industrie
Trotz des ländlichen Gepräges der Grafschaft wurde Shropshire zum Ausgangspunkt der Industriellen Revolution. Shropshire besitzt geologisch zahlreiche Schichtungen und enthält fast jegliche Gesteinsarten, die es in Nordeuropa gibt. Abgebaut werden kann Kohle, Blei, Kupfer und Eisenerz. Ein weiterer Vorteil ist der Fluss Severn, der einen natürlichen Transportweg für die abgebauten Bodenschätze bietet.

## Städte und Ortschaften

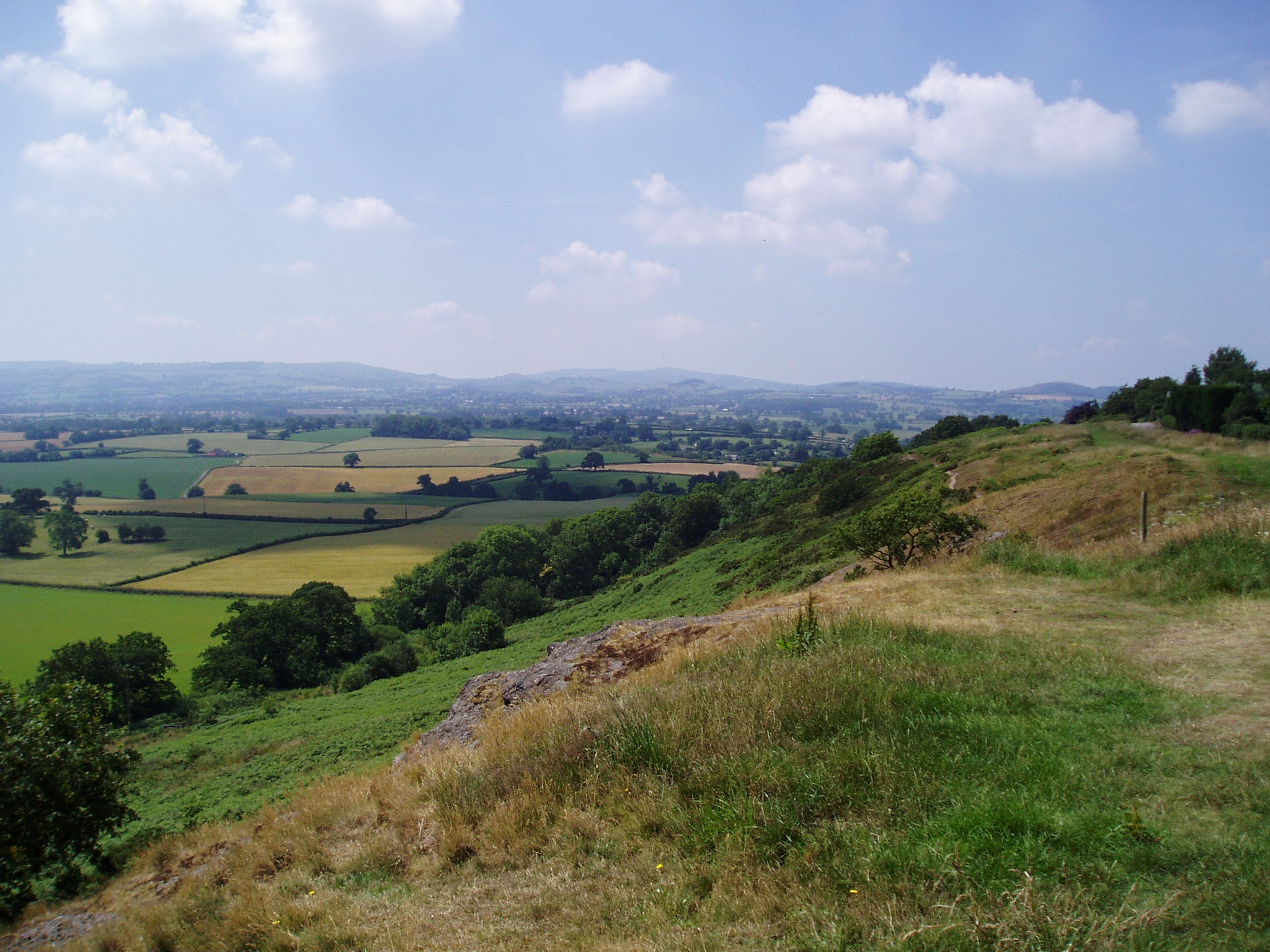
Landschaft in Shropshire

- Albrighton, All Stretton, Alveley, Aston Munslow, Atcham
- Baschurch, Bayston Hill, Bishop’s Castle, Boscobel, Bridgnorth, Broseley
- Coalbrookdale, Church Stretton, Cleobury Mortimer, Clun, Chirbury, Craven Arms, Church Preen
- Dawley, Diddlebury, Dorrington
- Eaton, Ellesmere, Eyton
- Ford
- Grafton, Great Sutton, Gretton
- Hatton, Highley, Hilton, Hope, Hope Bowdler, Homer
- Ironbridge
- Jackfield
- Kenley, Knowbury
- Leigh, Little Stretton, Llanfair Waterdine, Llanyblodwel Longville in the Dale, Longnor, Ludlow
- Market Drayton, Misterley,  Monkhopton, Much Wenlock, Munslow
- Nantmawr, Newcastle, Newport
- Oswestry
- Pennerley, Pontesbury
- Ratlinghope, Richard's Castle, Rushbury
- Shawbury, Shifnal, Shipley, Shrewsbury, Snailbeach, Stiperstones
- Telford, Ticklerton, Tong, Trefonen
- Wall under Heywood, Wellington, Wem, Whitchurch, Whittington

## Sehenswürdigkeiten
- Acton Burnell Castle
- Apley Hall
- Attingham Park
- Benthall Hall
- Bishop's Castle
- Bridgnorth Castle
- Buildwas Abbey
- Caer Caradoc
- Carding Mill Valley
- Clun Castle
- Dallicott Hall
- Davenport House
- Delbury Hall
- Dudmaston Estate, Teil des National Trust
- The Iron Bridge, erste gusseiserne Bogenbrücke der Welt
- Ironbridge Gorge, UNESCO-Welterbe
- Hopton Castle
- Ludlow Castle
- Mitchell’s Fold, Steinkreis aus der Bronzezeit
- Moreton Corbet Castle
- Oswestry Castle
- Oswestry School
- Richard’s Castle
- Severn
- Shrewsbury Castle, Shrewsbury Abbey und der mittelalterliche Stadtkern
- Stokesay Castle
- Stokesay Court
- The Long Mynd
- The Stiperstones, Hügel nahe Pennerley
- Viroconium
- Wenlock Edge, Steilhang aus Kalkstein nahe Much Wenlock
- Whittington Castle

## Kulinarische Spezialitäten
- Fidget Pie
- Shrewsbury Biscuit
- Shropshire Blue, Blauschimmelkäse
- Shropshire Pudding
- Simnel cake
- Soul cake